# Musa Audu
Pour les articles homonymes, voir Audu.
Musa Audu (né le 18 juin 1980) est un athlète nigérian spécialiste du 400 mètres. Il obtient ses seules médailles internationales lors de relais 4 × 400 mètres

## Carrière

### Palmarès
| Date | Compétition            | Lieu    | Résultat | Performance   |              |
| ---- | ---------------------- | ------- | -------- | ------------- | ------------ |
| 1998 | Championnats d'Afrique | Dakar   | 2e       | 4 × 400 m     | 3 min 4 s 47 |
| 2003 | Jeux africains         | Abuja   | 2e       | 3 min 04 s 49 |              |
| 2004 | Jeux olympiques d'été  | Athènes | 3e       | 3 min 00 s 90 |              |

### Records
| Épreuve    | Performance | Lieu  | Date            |
| ---------- | ----------- | ----- | --------------- |
| 400 mètres | 45 s 98     | Abuja | 13 octobre 2003 |